# 須賀利御太刀

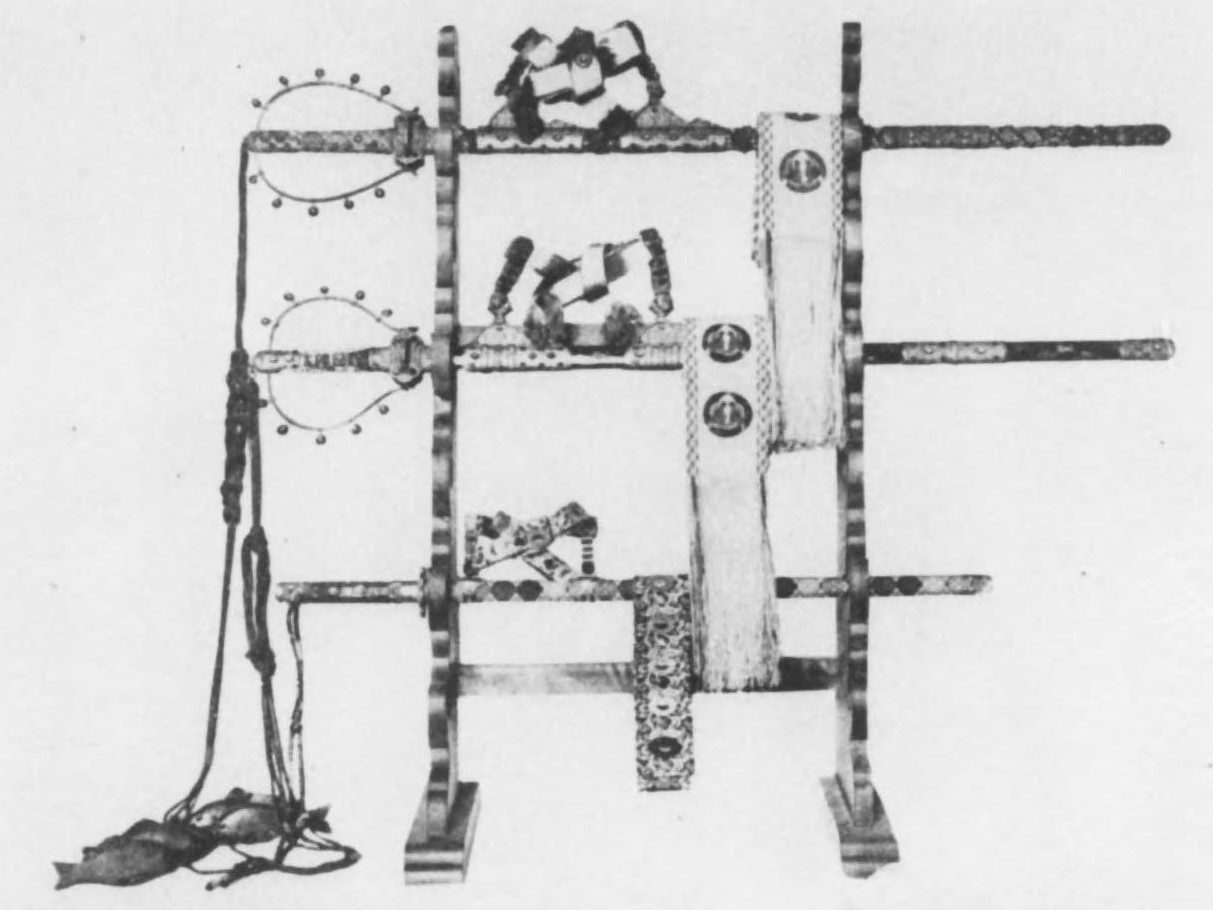
上より、玉纏御太刀、須賀利御太刀、金銅造御太刀。明治22年式年遷宮に際し調進された神宝。左下に魚佩。

須賀利御太刀（すがりのおんたち）は、20年毎の神宮式年遷宮に併せて調製される伊勢神宮内宮の御装束神宝（おんしょうぞくしんぽう）の一つ。「須賀利」は『皇太神宮儀式帳』では「須賀流」と記されており、「須賀流」はジガバチの古語であることから、蜂のように美しい装飾を由来とした命名と考えられている。玉纏御太刀（たままきのおんたち）と共に伊勢神宮の御装束神宝の刀剣の中で最も豪華絢爛な刀剣であり重要な神宝である。

## 特徴
須賀利御太刀は太刀と呼ばれているが全体の形状は直刀であり、祭祀刀であるため実用的な直刀に比べて豪華絢爛に装飾されており、鞘などの外装には金造の優美な彫刻、複数の鈴、水晶、ガラス、瑪瑙、琥珀が施され、柄が2枚のトキ（朱鷺）の尾羽で飾られているのが際立つ特徴である。
伊勢神宮は持統天皇治世の690年から概ね20年ごとに全く同じ仕様で隣接地に建て替える式年遷宮を続けてきたが、同時に古い神宝を全く同じ仕様の新しいものに取り替える伝統も続けてきた。これは神道の「常若」の思想に基づくもので新しいものほど神通力が強いと考えられてきた。これらの神宝は714種1576点あり、そのうち刀剣は約60振りあり須賀利御太刀はこのうちの一つである。須賀利御太刀は804年に編纂された『皇太神宮儀式帳』に初めて記載され、その後の式年遷宮毎に拵に加飾が進み現在のようなデザインになったと考えられており、須賀利御太刀と玉纏御太刀の吊るし帯は、式年遷宮を始めた持統天皇の治世の頃より後世となる平安時代の貴族が用いていた様式で製作されている。また日本刀は慶長頃を境にして「古刀」と「新刀」に分けられ、現在までに古刀期の鍛造法は正確に伝わっていないため、式年遷宮毎に新調される刀剣類が完全に同じ仕様で新調され続けているわけではない。古刀期の鍛造法が途絶えた理由は、16世紀の吉井川の大氾濫によりそれまで刀工の最大流派だった備前伝が壊滅した事、豊臣秀吉の事実上の全国統一により全国に均一な玉鋼が流通した事などが一因である。
昭和4年（1929年）調進の須賀利御太刀の拵身長は115.1センチメートル、刃身長は90.9センチメートル、玉纏御太刀の拵身長は131.5センチメートル、刃身長は106.0センチメートルとなっている。

## 文献にみる須賀利御太刀

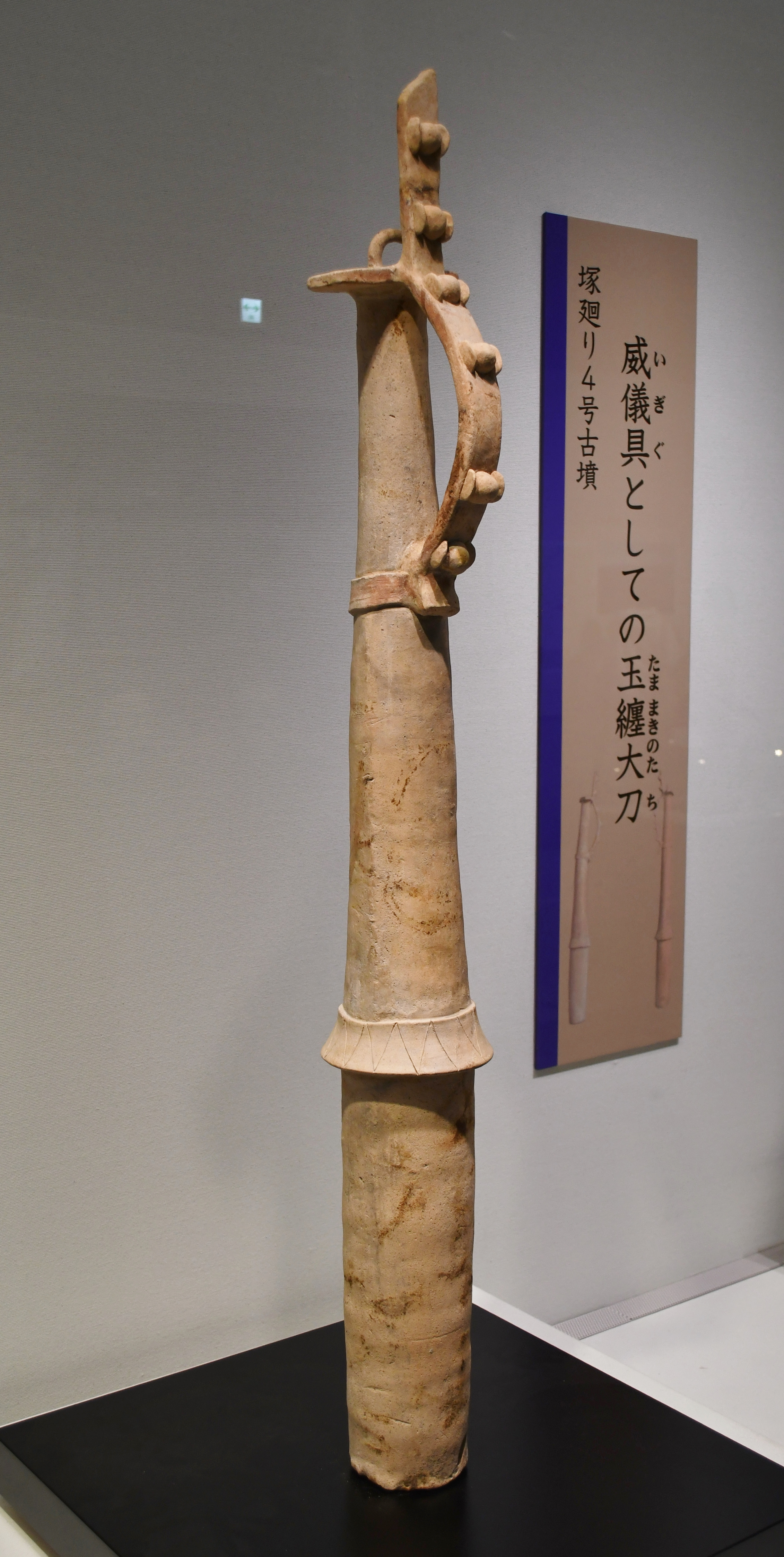
三輪玉をつけた護拳帯を有する大刀形埴輪。

『延喜式』巻四に、玉纏御太刀や須賀利御太刀の仕様の記述がある。
玉纒横刀一柄。柄長七寸。鞘長三尺六寸。柄頭横着レ銅塗レ金。長三寸八分。片端廣一寸五分。片端廣一寸。頭頂著仆鐶一勾。徑一寸五分。玉纒十三町。四面有二五色玉一。著五色組長一丈。阿志須恵組四尺。柄著勾金長二尺。著鈴八口。琥碧玉二枚。金鮒形一隻。長各六寸。廣二寸五分。著緒紫組長六尺袋一口。表大暈𦅘錦。裏緋綾帛。各長七尺。須我流横刀一柄。柄長六寸。鞘長三尺。其鞘以二金銀泥一畫レ之。柄以二鴾羽一纒レ之。柄勾皮長一尺四寸裏小暈𦅘錦。廣一寸。押鏡形金六枚柄枚押小暈𦅘錦。長三寸一分。廣一寸五分。四角立乳形著二五色組一。長一丈。阿志須恵組四尺。金鮒形一隻。長六寸。廣二寸五分。著二紫組一。長六尺。袋一口。表大暈𦅘錦。裏緋綾帛。各長七尺。
当時の玉纏御太刀が「勾金」として鈴の付いた護拳帯を現在と同様に有していたことや、柄頭に「仆鐶」として藤ノ木古墳出土大刀や大刀形埴輪の造形に見られる捩り環を有していたことが分かる。須賀利御太刀の護拳帯は革製であり、柄長6寸に対し1尺4寸の長さしかなく輪を作ることはできないため、大刀形埴輪に見られるように片側に弓状に付いていたものとみられ、玉纏御太刀のような鈴も付かない点が現在と異なる。
図巻としては神宮神宝図巻（重要文化財、前田育徳会）が現存最古のもので、「今度康永」という注記があり、「応永十七年九月六日　写之畢」の奥書があることから康永2年（1343年）の遷宮の際に描かれたものを応永17年（1410年）に写したと考えられる。

## 出土品
明治2年（1869年）6月に内宮東御敷地から出土した横刀5振が「神宮古神宝類」の一部として、昭和38年（1963年）7月1日重要文化財に指定されている。うち2振が鈴付の勾金を柄にはめた「玉纏横刀」である。1振は13世紀（鎌倉時代）の作で、拵身長130.5センチメートル、刃身長105.3センチメートル。もう1振は15世紀（室町時代）の作で、拵身長118.0センチメートル、刀身長84.5センチメートルで、わずかに反りを持つ。

## 近現代
トキの尾羽については、平成5年（1993年）の第61回式年遷宮のときに日本でトキが絶滅寸前となり羽根の入手が不可能かと思われたが、篤志家が保管していた羽根を譲り受け、平成25年（2013年）第62回式年遷宮の分まで確保されたという経緯がある。
明治までは、御装束神宝は正殿で20年間捧げられた後、次の遷宮で調製する御装束神宝の見本とするためにさらに宝殿に20年間保管され、その後は神宮の宮域に埋められたり焼却されていた。しかし1909年（明治42年）の神宮徴古館開館以降は、正殿で20年間、宝殿でさらに20年間保管された後に、神宮徴古館やその他の博物館の企画展で展示されたり、他の神社に下げ渡されるようになった。最近では平成27年（2015年）10月から平成28年（2016年）10月まで、撤下された須賀利御太刀が玉纏御太刀など9振りの刀剣と共に神宮徴古館に展示された。